# Joseph Akouissone
Joseph Akouissone (1 de enero de 1943-17 de febrero de 2019) fue un director de cine, actor y periodista centroafricano.

## Biografía
Akouissone nació en Bangassou en 1943. Completó sus estudios secundarios en el Lycée Technique de Bangui. Se mudó a Francia en 1985 para estudiar matemáticas y formarse como ingeniero. En lugar de continuar la carrera, tomó cursos audiovisuales en la Ecole pratique des Hautes Etudes de Paris X e hizo una tesis de posgrado con Jean Roach sobre etnografía. Creó una película inacabada sobre un alfarero de Sauveteur de Rouergue.

## Carrera
En 1975 dirigió su primer cortometraje, Josepha, sobre el tema de la mujer negra en Europa. Por encargo del Ministerio de Cooperación del Volta superior, dirigió el Festival de Royan en 1977, un cortometraje de media hora sobre las compañías de músicos y bailarines del festival. En 1980, produjo Dieux Noirs du State para la televisión francesa, cubriendo a tres futbolistas y un jugador de baloncesto. Al año siguiente, dirigió el primer documental filmado en la República Centroafricana, Un homme est un homme. En 1982, dirigió Zo Kwè Zo, que recibió el premio a la mejor película en el octavo Festival Panafricano de Cine y Televisión de Uagadugú, así como el premio de la Comisión Internacional de Cine TV, otorgado por la UNESCO. 
Durante la década de 1980, trabajó para France 3 Limousin. Se retiró en 2007, pero permaneció activo durante su jubilación, escribiendo un blog y denunciando la violencia en editoriales. Falleció el 17 de febrero de 2019 a los 76 años.

## Filmografía seleccionada
- 1975: Josepha (directora)
- 1977: Festival de Royan (director)
- 1978: Safrana o libertad de expresión (actor)
- 1980: Dieux Noirs du State (director)
- 1981: Un homme est un homme (director)
- 1982: Zo Kwè Zo (director)
- 1985: Burkina Cinema (director)
- 1987: FESPACO Images 87 (director)
- 1989: Africa Cinema (director)